# Trnava (Preševo)
Pour les articles homonymes, voir Trnava (homonymie).
Trnava (en serbe cyrillique : Трнава ; en albanais : Tërnava ou Tërnavë) est une localité de Serbie située dans la municipalité de Preševo, district de Pčinja. En 2002, elle comptait 1 160 habitants, dont une majorité d'Albanais. 
Trnava est officiellement classée parmi les villages de Serbie.
En septembre 2011, l'assemblée des députés albanais de Preševo, Bujanovac et Medveđa a incité les Albanais de Serbie à boycotter le recensement prévu pour le mois d'octobre de cette année-là ; de ce fait, aucun chiffre de population n'a été communiqué pour les localités de la municipalité de Preševo.

## Démographie

### Évolution historique de la population
| 1948  | 1953  | 1961  | 1971  | 1981  | 1991  | 2002  |
| ----- | ----- | ----- | ----- | ----- | ----- | ----- |
| 1 001 | 1 075 | 1 204 | 1 203 | 1 207 | 1 397 | 1 160 |

|  |

En 2012, la population de Trnava était estimée à 1 113 habitants.